# Claudius Glaber
Claudius Glaber vagy Gaius Claudius Glaber praetor volt Kr. e. 74-ben, és őt küldték Spartacus ekkor még csak kicsiny, ezer főnyi serege ellen. A Glaber vezette katonai erők a városi helyőrség irreguláris milíciáiból kerültek ki, bár fegyvereik sokkal jobbak voltak a gladiátorok és rabszolgák arzenáljánál, akik közül sokan mezőgazdasági eszközt használtak fegyver híján. Minél több foglyot akart ejteni, mert az elfogottak sorsa feletti rendelkezési jog őt illette, tehát eladhatta őket rabszolgának, vagy megtarthatta magának saját hasznára. Katonái képességeit meghaladta volna egy komplex hadművelet kezdeményezése, ezért tehát komolyabb haditervet nem gondolt ki, csupán lezárta a hegyre vezető utakat és próbálta kiéheztetni a felkelőket, akik ha demoralizálódnak, talán szétszélednek és könnyű lesz őket elfogni. A Vezúvon a rabszolgák viszont felkészültek a védekezésre és Spartacusnak sikerült kigondolnia hogyan győzhetné le Glaber seregét: a hegyetetőn burjánzó cserjék ágaiból és vadszőlő indákból hosszú köteleket fontak, ezek segítségével a felkelők leereszkedhettek a hegy másik, járhatatlannak hitt oldalán. Az éj leple alatt rajtaütöttek a római milícián, akiket igen könnyen szétkergettek a felkelők. A légionáriusok elvesztették fegyverzetüket és felszerelésüket, amelyekkel Spartacus saját embereit látta el (lásd: Vezúv-hegyi csata).
A látványos sikernek hamar híre ment és Spartacus erőinek létszáma napról-napra nőt. A szenátus is rögvest felismerte, hogy a légiókat kell bevetnie a felkelés ellen.
A Vezúvon elszenvedett vereség után Glabernak nyoma vész a történelmi dokumentumokban, ezért ismeretlen további sorsa. Nincs feljegyzés arról, hogy elesett volna, de másutt sem bukkan fel a neve. Elképzelhető, hogy szégyenletes veresége kegyvesztetté tette és elvesztette előjogait, s pozíciót. Ilyen szégyen után megesett akkoriban, hogy az emberek öngyilkosságot követtek el.

## Ajánlott irodalom
- Broughton, T. Robert S. Magistrates of the Roman Republic, vol. 2. Cleveland: Case Western University Press, 1968, p. 109 &115 n. 1.
- Bradley, Keith. Slavery and Rebellion in the Roman World. Bloomington: Indiana University Press, 1989, pp. 93–94. ISBN 0253312590